# Julio Grondona

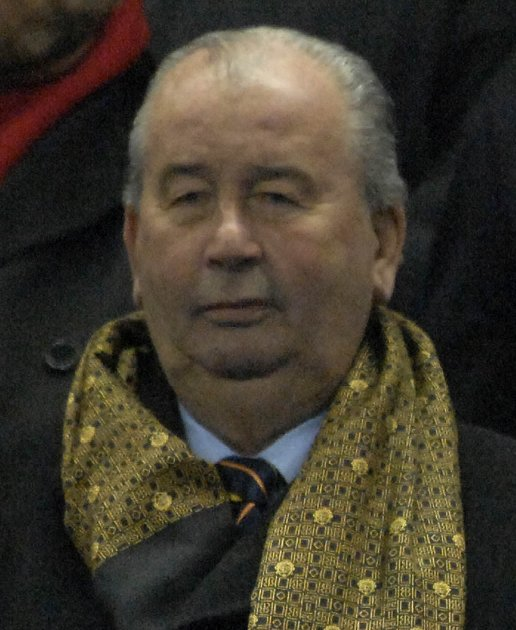
Julio Grondona 2007 anlässlich des Fußballspiels Frankreich–Argentinien im Stade de France

Julio Humberto Grondona (* 18. September 1931 in Avellaneda; † 30. Juli 2014 in Buenos Aires) war ein argentinischer Fußballfunktionär. Er war von 1979 bis zu seinem Tod Präsident des argentinischen Fußballverbandes und 26 Jahre lang Mitglied des FIFA-Exekutivkomitees.

## Karriere
Mit seinem Bruder gründete Grondona 1957 den Fußballverein Arsenal de Sarandí, den er bis 1976 präsidierte. Danach wurde er für fünf Jahre Präsident des Fußballvereins CA Independiente. 1979 wurde er zum ersten Mal zum Präsidenten des argentinischen Fußballverbandes (AFA) gewählt. Seine letzte Wahl für die neunte Amtszeit erfolgte im Oktober 2011.
Seit 1988 war er Mitglied des FIFA-Exekutivkomitees. Er wurde von Joseph Blatter gleich nach seinem Amtsantritt 1998 als Vorsitzender der Finanzkommission eingesetzt. Grondona hatte dadurch einen vollständigen Einblick in alle Finanzgeschäfte der FIFA, auch in die Finanzen des FIFA-Präsidenten. Bei seinem Tod war Grondona amtsältester Vizepräsident des FIFA-Exekutivkomitees und damit Senior-Vizepräsident.
Seit 2011 wurde gegen ihn in Argentinien wegen des Verdachts auf Korruption, Geldwäsche und Steuerhinterziehung in einem hohen zweistelligen Millionenbereich ermittelt. Forciert wurden die Vorgänge durch Dokumente, die Mitglieder einer argentinischen TV-Vermarktungsfirma Justiz und Medien zuspielten und entsprechend veröffentlicht wurden. Grondona hatte mit dieser Firma in seiner Funktion als Fußballverbandsschef Argentiniens zunächst zusammengearbeitet und sich von ihr bestechen lassen, sie dann jedoch ausgebootet. Es kam nie zu einem Strafurteil gegen Grondona, weder in dieser Strafsache noch bei anderen ihm vorgeworfenen Finanzdelikten.
Grondona verstarb am 30. Juli 2014 nach einer Herzoperation in einem Krankenhaus in Buenos Aires.

## Auszeichnungen
- FIFA-Verdienstorden 1998[5]